# Il conte di Montecristo (film 1908)
Il conte di Montecristo è un cortometraggio muto italiano del 1908 diretto da Luigi Maggi.